# نوبوهيدي أكيبا
نوبوهيدي أكيبا (10 أبريل 1985 في تشيبا في اليابان – )؛ هو لاعب كرة قدم ياباني سابق كان يلعب كلاعب وسط.

## وصلات خارجية
- نوبوهيدي أكيبا على موقع رابطة كرة القدم اليابانية للمحترفين (اليابانية)
- نوبوهيدي أكيبا على موقع Soccerway.com (الإنجليزية)